# مظفرپور جنوبی
مظفرپور جنوبی (به انگلیسی: Muzafarpur Janubi) یک منطقهٔ مسکونی در پاکستان است که در ناحیه میانوالی واقع شده‌است.